# Andy Flickinger
Andy Flickinger (Saint-Martin-d'Hères, 4 de noviembre de 1978) es un exciclista profesional francés. Fue profesional entre 1999 y 2007 ininterrumpidamente. Tras su retirada se convirtió en director deportivo.

## Palmarés

### Pista
| 1997 - Campeonato de Francia en madison (con Jérôme Neuville) 1998 - 2.º en el Campeonato de Francia en madison - 2.º en el Campeonato de Francia en persecución por equipos 1999 - Campeonato de Francia en madison (con Jérôme Neuville) | 2001 - 2.º en el Campeonato de Francia en madison - 3.º en el Campeonato de Francia en puntuación 2007 - 2.º en el Campeonato de Francia en persecución por equipos |

### Ruta
2002
- 1 etapa de la París-Corrèze

2003
- Gran Premio de Plouay

2005
- 1 etapa del Circuito de la Sarthe

## Resultados en Grandes Vueltas y Campeonatos del Mundo
| Carrera         | Carrera         | 1999 | 2000 | 2001 | 2002  | 2003  | 2004 | 2005 | 2006 | 2007 |
| --------------- | --------------- | ---- | ---- | ---- | ----- | ----- | ---- | ---- | ---- | ---- |
|                 | Giro de Italia  | —    | —    | —    | —     | —     | —    | —    | Ab.  | —    |
|                 | Tour de Francia | —    | —    | —    | 103.º | 39.º  | —    | —    | —    | —    |
|                 | Vuelta a España | —    | —    | —    | —     | —     | Ab.  | —    | —    | —    |
| Mundial en Ruta | Mundial en Ruta | —    | —    | —    | Ab.   | 110.º | —    | —    | —    | —    |

—: no participa

Ab.: abandono